# Millennium Falcon: Smugglers Run
Millennium Falcon: Smugglers Run (litt. « Faucon Millenium : Course des contrebandiers ») est une attraction des parcs Disney de type cinéma dynamique, basée sur la série de films Star Wars. Située dans Star Wars: Galaxy's Edge, cette attraction est inaugurée le 31 mai 2019 à Disneyland et ouvre le 29 août 2019 aux Disney's Hollywood Studios.

## Historique
Le 19 juillet 2019, Disneyland annonce le millionième visiteur de l'attraction Millennium Falcon: Smugglers Run, soit près de 24 000 par jour.

## Synopsis
Prenez le contrôle du tas de ferrailles le plus rapide de la galaxie. Hondo Ohnaka vous a engagé, vous et votre équipage, pour voler, faire feu et réparer le Faucon Millenium lors d'une course clandestine.
Les visiteurs prennent place dans le poste de pilotage du Faucon Millenium qui peut accueillir six passagers. Ils participent à une « mission de contrebande » interactive. Chaque passager de l'attraction se voit attribuer un rôle spécifique de pilotage.
L'attraction suit l'action de Hondo Ohnaka, un personnage découvert pour la première fois dans Star Wars: The Clone Wars, interprété par Robert Nairne et doublé par l'acteur de doublage Jim Cummings, ainsi que celle de Chewbacca joué par Joonas Suotamo. L'histoire se déroule entre les films Star Wars, épisode VIII : Les Derniers Jedi (2017) et Star Wars, épisode IX : L'Ascension de Skywalker (2019).

## Fiche technique
Sauf indication contraire, les informations mentionnées dans cette section peuvent être confirmées par la base de données cinématographiques IMDb,  présente dans la section « Liens externes ».
- Titre : Millennium Falcon: Smugglers Run
- Son : Kevin Bolen
- Montage : Tom Gabriel
- Sociétés de production : Hexany Audio et Walt Disney Imagineering
- Pays de production :  États-Unis
- Langue originale : anglais
- Format : couleur
- Genre : science-fiction

## Distribution
Sauf indication contraire, les informations mentionnées dans cette section peuvent être confirmées par la base de données cinématographiques IMDb,  présente dans la section « Liens externes ».
- David Blue : control manager
- Robert Strange : Hondo Onaka
- Jim Cummings : voix de Hondo Onaka
- Joonas Suotamo : Chewbacca

## Adaptation

### Figurines et jouets
De nombreuses figurines représentent des personnages ou des éléments des attractions Star Wars. Ainsi en 2019, Hasbro produit trois sets de figurines de personnages apparaissant dans la zone thématique Star Wars: Galaxy's Edge, ils font partie de la collection « Star Wars: The Black Series ». L'un d'eux, intitulé « Smuggler's Run » comme l'attraction, contient Hondo Ohnaka, des porgs, Rey et Chewbacca.

## Réception
Les attractions Star Wars sont parmi les plus populaires des parcs Disney dans le monde. Dans un classement des meilleures attractions Star Wars sur le site de fans de Disney Laughing Place, Millennium Falcon: Smugglers Run est à la troisième place, la file d'attente étant remarquablement travaillée, et l'attraction comparable à un Star Tours modernisé qui demande aux visiteurs d’interagir directement en appuyant sur des boutons.
En novembre 2019, l'attraction reçoit un Thea Award for Outstanding Achievement dans la catégorie attraction par la Themed Entertainment Association.